# گنبد نمکی نهند
گنبد نمکی نهند در ۱۰ کیلومتری شمالغربی روستای تازه کند و در جنوبغربی روستای نهند واقع در استان آذربایجان غربی است. این گنبد به صورت قارچی در داخل مارن‌های قرمز و خاکستری با روند شمال غربی – جنوب شرقی بالا آمده‌است. این گنبد بزرگ‌ترین گنبد آذربایجان است.